# Йордан Миланов (архитект)
Вижте пояснителната страница за други личности с името Йордан Миланов.
Йордан Миланов Попстойков е водещ български архитект от края на ХІХ и началото на ХХ век, с принос за създаване на национален облик на българската архитектура.

## Биография
Роден е на 26 декември 1867 г. в Елена. През 1892 г. завършва архитектура във Висшето техническо училище във Виена. От 1893 до 1921 г. работи в Министерство на обществените сгради, пътищата и благоустройството. Умира на 9 март 1932 г. в София.

## Проекти
- В София
  - Александровска болница (1884-5 г., съвместно с Петко Момчилов)
  - Пощенска палата (1893 г.)
  - Участва активно в изграждането на храм-паметника Александър Невски
  - Преустройство на джамията Коджа дервиш Мехмед паша в днешната църква Свети Седмочисленици (1901 г., съвместно с Петко Момчилов)
  - Синодална палата (1908 г., съвместно с Петко Момчилов)
  - Централна минерална баня, пл. „Бански“ 1 (1913 г., съвместно с Петко Момчилов)
  - Преработва първоначалния проект за сградата на Ректората на Софийския университет „Свети Климент Охридски“ и ръководи строителството (1920–1932 г.) (болен, умира на строежа)

## Памет
Днес името му носят Професионалната гимназия по техника и строителство в гр. Перник и улица в софийския квартал Лозенец, близо до Университета по архитектура, строителство и геодезия (Карта).